# Aloe krapohliana
Aloe krapohliana ist eine Pflanzenart der Gattung der Aloen in der Unterfamilie der Affodillgewächse (Asphodeloideae). Das Artepitheton krapohliana ehrt den südafrikanischen Landvermesser H. J. C. Krapoh, der die Art als erster sammelte.

## Beschreibung

### Vegetative Merkmale
Aloe krapohliana wächst stammlos oder kurz stammbildend, ist in der Regel einfach oder bildet kleine Gruppen mit zwei bis drei Rosetten. Die Triebe erreichen eine Länge von bis zu 20 Zentimeter. Die 20 bis 30 lanzettlich spitz zulaufenden Laubblätter bilden eine Blattrosette. Die glauke Blattspreite ist bis zu 20 Zentimeter lang und 4 Zentimeter breit. Die Blattoberfläche ist glatt. Die Zähne am Blattrand sind winzig und stehen 3 bis 5 Millimeter voneinander entfernt.

### Blütenstände und Blüten
Der Blütenstand ist einfach oder weist ein bis zwei Zweige auf. Er erreicht eine Länge von bis zu 40 Zentimeter. Die ziemlich dichten, zylindrischen Trauben sind 14 Zentimeter lang und 6 Zentimeter breit. Die lanzettlich verschmälerten Brakteen weisen eine Länge von bis zu 20 Millimeter auf und sind 5 Millimeter breit. Die scharlachroten Blüten sind an ihrer Mündung grünlich und stehen an bis zu 20 Millimeter langen Blütenstielen. Die Blüten sind 35 Millimeter lang und an ihrer Basis gerundet. Auf Höhe des Fruchtknotens weisen sie einen Durchmesser von 7 Millimeter auf. Darüber sind sie sehr leicht erweitert. Ihre Perigonblätter sind nicht miteinander verwachsen. Die Staubblätter und der Griffel ragen kaum aus der Blüte heraus.

### Genetik
Die Chromosomenzahl beträgt {\displaystyle 2n=14}.

## Systematik und Verbreitung
Aloe krapohliana ist in Südafrika verbreitet. Aloe krapohliana var. krapohliana wächst im Namaqualand auf trockenen, sandigen, felsigen Hängen von Meeresniveau bis in Höhen von 1500 Metern. Aloe krapohliana var. dumoulinii ist auf den Küstenebenen südlich des Oranje-Flusses auf exponierten Quarzitvorkommen von Meeresniveau bis in Höhen von 150 Metern verbreitet.
Die Erstbeschreibung durch Rudolf Marloth wurde 1908 veröffentlicht.
Es werden folgende Varietäten unterschieden:
- Aloe krapohliana var. krapohliana
- Aloe krapohliana var. dumoulinii Lavranos

Aloe krapohliana var. dumoulinii

Die Unterschiede zu Aloe krapohliana var. krapohliana sind: Die Varietät teilt sich, sprosst und bildet Gruppen mit bis zu 15 Rosetten. Ihre deltoiden und stark einwärts gebogenen Blätter sind kürzer. Der Blütenstand ist 15 Zentimeter lang. Die bauchigen, 25 bis 27 Millimeter langen Blüten stehen an 12 bis 15 Millimeter langen Blütenstielen. Auf Höhe des Fruchtknotens weisen sie einen Durchmesser von 6 bis 7 Millimeter auf. Darüber sind sie auf 8 bis 9 Millimeter erweitert und schließlich zur Mündung auf 4 Millimeter verengt.
Die Erstbeschreibung durch John Jacob Lavranos wurde 1973 veröffentlicht.

## Nachweise